# Ilfeld

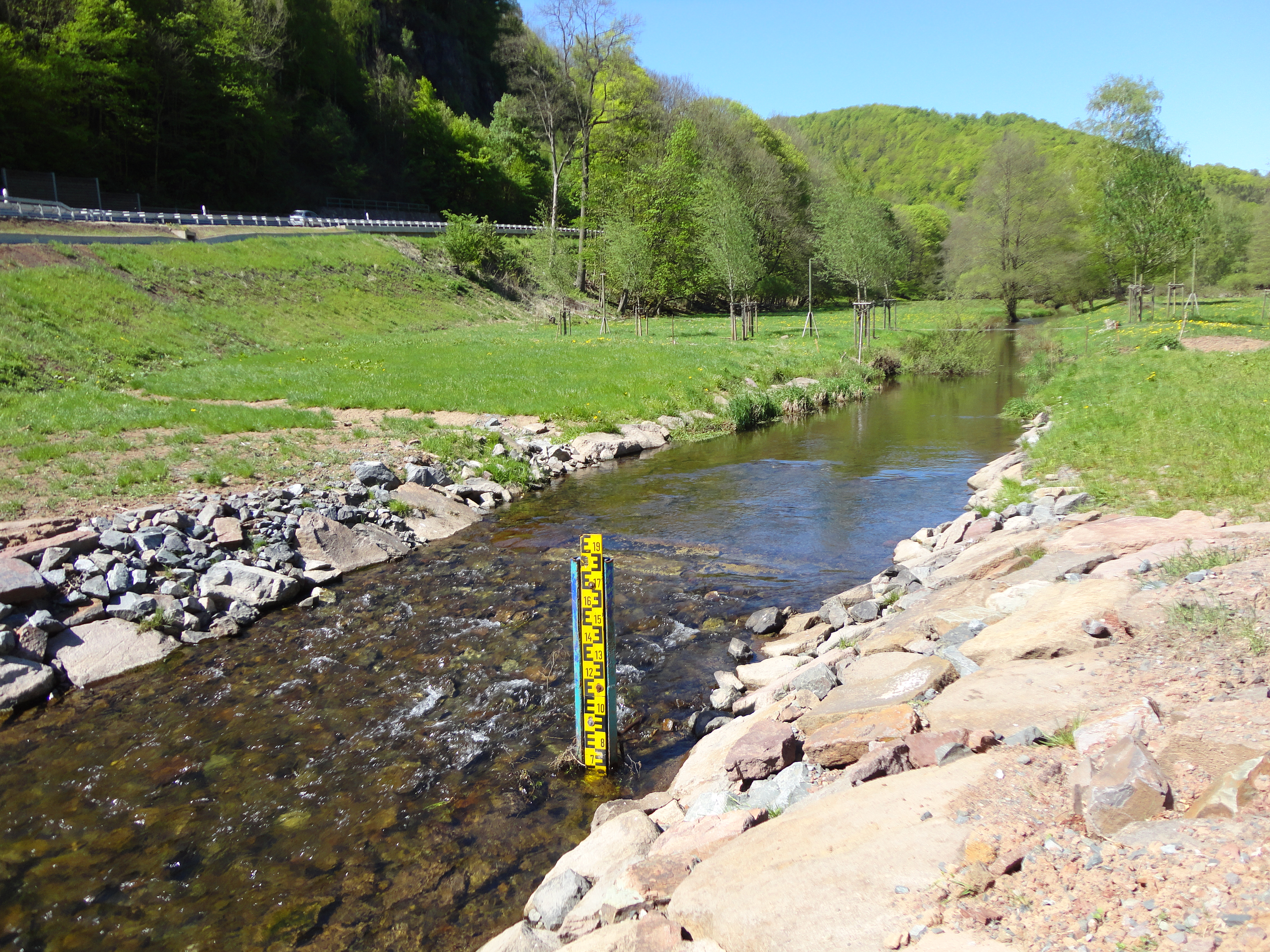
Die Bere nördlich von Ilfeld

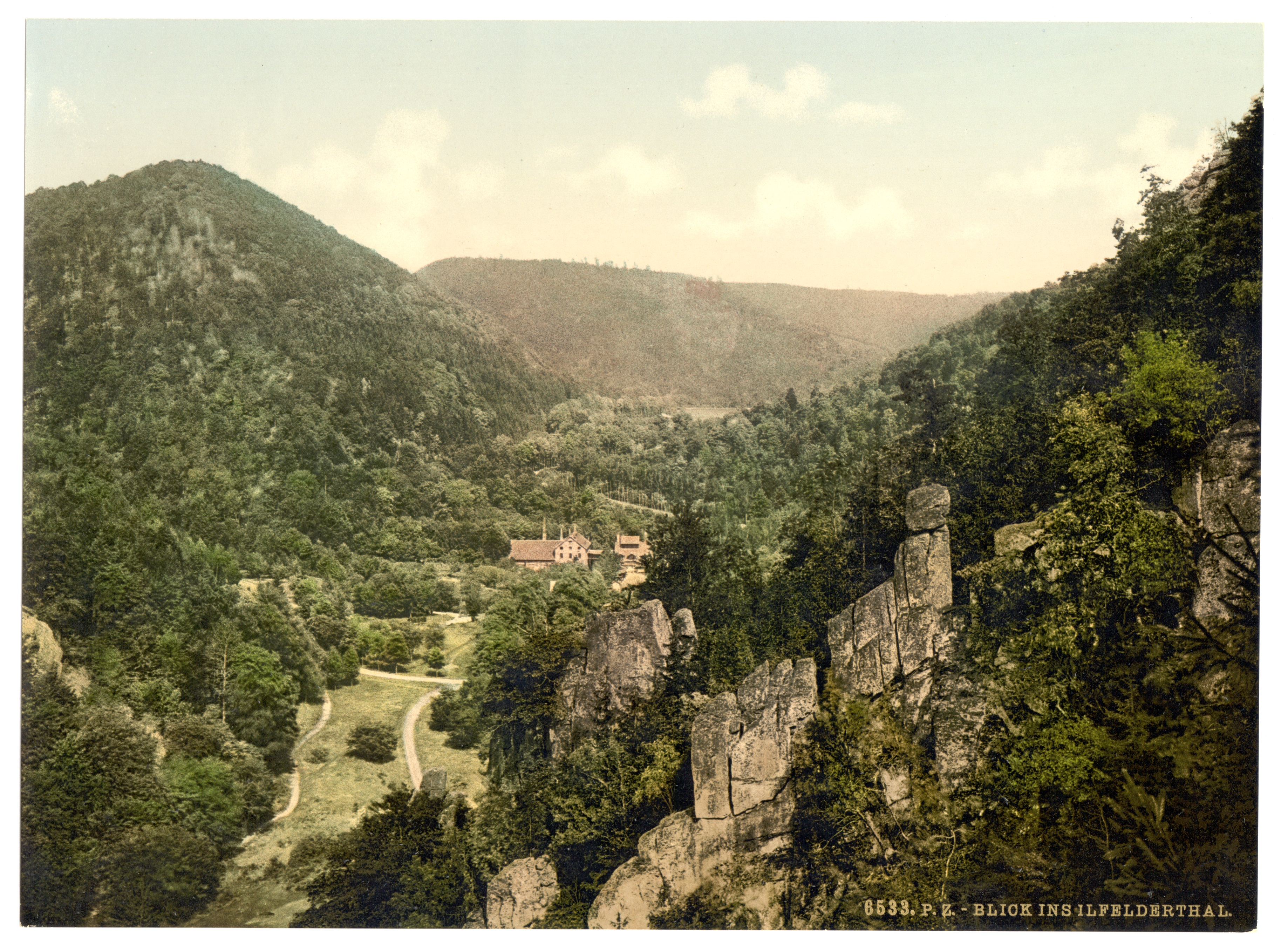
Das Beretal oberhalb von Ilfeld mit Netzberg und Brauerei, um 1900

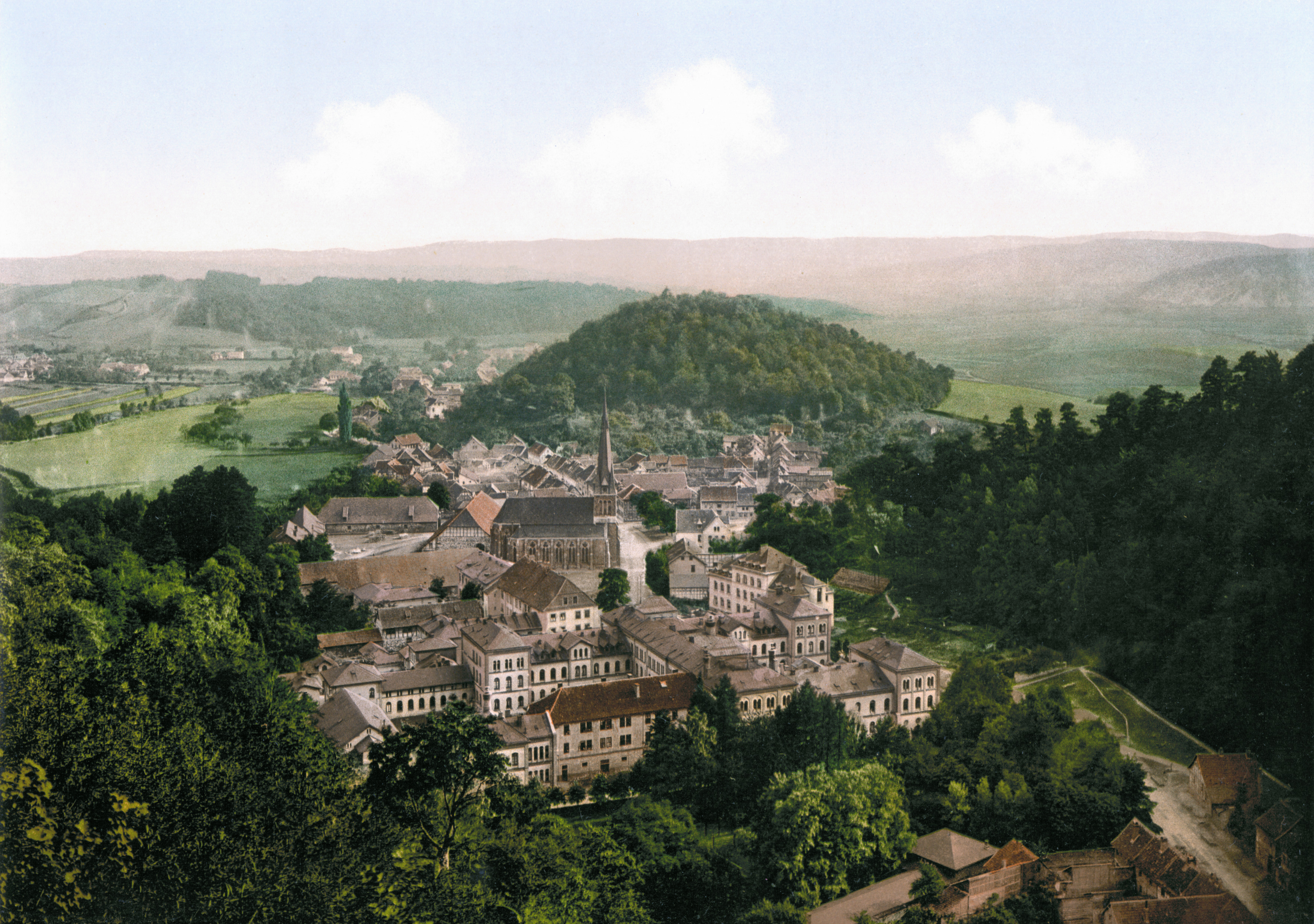
Postkartenidyll: Ilfeld um 1900

Ilfeld (va., heute ugs. Ihlefeld) ist ein Ortsteil der Gemeinde Harztor im Landkreis Nordhausen (Thüringen) im Südharz.

## Geografie

### Lage
Ilfeld befindet sich neun Kilometer (Luftlinie) nördlich der Kreisstadt Nordhausen. Geographisch markiert Ilfeld die südliche Grenze des Harzes.

### Berge und Gewässer
Der Poppenberg (Höhe 601 m ü. NN) überragt den Ort im Osten. Ilfeld liegt im Tal der Bere, eines Zuflusses der Zorge. Der Abschnitt oberhalb des Waldbades gilt als landschaftlich reizvoll und wird als Kleines Bodetal bezeichnet. Das eigentliche Ilfelder Tal der Bere ist ein Naturschutzgebiet mit zahlreichen Felsbildungen und Waldpartien, es reicht bis zum Ort Netzkater.
Nordöstlich von Ilfeld befindet sich der markante Fels Burschenklippe. 

### Ortsteile
Zur ehemaligen Gemeinde Ilfeld gehörten die Ortsteile Wiegersdorf, Sophienhof und Netzkater.

## Geschichte
Um 1100 errichteten die Bielsteiner Grafen auf dem heutigen Burgberg in Ilfeld die Ilburg. Fortan nannte sich dieser Familienzweig Ilburger. Die zweiteilige Burganlage mit Ringwall und Graben diente der Überwachung der alten Nord-Süd-Verbindungsstraße, die Nordhausen und die Goldene Aue und Bad Harzburg und Goslar über den Harz verband. 1154 wurden erstmals die Herren von Ilfeld und 1157 ein Edelger von Ilfeld genannt. Die Reste des Bergfrieds und von Mauern sind noch erkennbar.
Das einst sehr bedeutende, 1189 mit Unterstützung des Klosters Pöhlde gegründete Prämonstratenser-Kloster Ilfeld soll der Legende nach auf Veranlassung des Ilburger Grafen Elger II. und seiner Gemahlin Lutrude, nach dessen glücklicher Rückkehr von einer Pilgerreise nach Jerusalem entstanden sein. Das Kloster Ilfeld war bis zur Reformation Hauptort einer der sieben Zirkarien (Provinzen) des Prämonstratenserordens in Deutschland.
Das Ilfelder Gebiet gehörte bereits seit dem Hochmittelalter – im Ergebnis des hessisch-thüringischen Erbfolgekrieges – zum Herzogtum Braunschweig, nach dem Aussterben der Ilburger Grafen gelangte es zur Grafschaft Hohnstein. Im 16. Jahrhundert breitete sich in der Umgebung der einstigen Reichsstadt Nordhausen der Protestantismus aus, in der Folge wurde das Kloster Ilfeld durch Thomas Stange, den letzten Abt, 1546 aufgelöst. Er verfügte zugleich, dass die Klostergebäude als Schule weitergenutzt werden sollten; hieraus entwickelte sich das spätere Königliche Pädagogium Ilfeld. Die umfänglichen Ländereien des Klosters verblieben als Stift Ilfeld ab 1632 beim Herzogtum Braunschweig-Lüneburg, 1737 diente es als Sondervermögen in Verwaltung der Klosterkammer zur Gründung der Universität Göttingen.
Wirtschaftliche Grundlage der Ilfelder war der Bergbau (Kupfer und Steinkohle). Auch das als Braunstein bekannte Manganmineral – am Forstort Braunstein-Haus – fand Verwendung. Johann Wolfgang von Goethe übernachtete in Ilfeld im Jahre 1777 im Gasthaus Zur Krone.
Der Name Grafschaft Hohenstein bezeichnete im 19. Jahrhundert die preußische Grafschaft (aus der Linie Honstein-Lohra-Klettenberg entstanden); daneben gab es die ehemalige Stammgrafschaft Honstein um Ilfeld und Neustadt, die aus dem Besitz der Stolberger Grafen 1803 teilweise welfisch geworden war und ab 1815 im Königreich Hannover zunächst unter dem Namen Provinz Hohnstein, dann in der Landdrostei Hildesheim Grafschaft Hohnstein und schließlich Amt Hohnstein geführt wurde. Nachdem Preußen 1866 Hannover als Provinz eingegliedert hatte, trat 1885 eine Verwaltungsreform in Kraft, bei der das Amt Hohnstein mit dem Amt Elbingerode zum Kreis Ilfeld vereinigt wurde (beide Ämter waren voneinander durch braunschweigisches Gebiet getrennt). Am 1. Oktober 1932 wurde der Kreis Ilfeld aufgeteilt: Das alte Amt Hohnstein wurde dem Kreis Grafschaft Hohenstein im Regierungsbezirk Erfurt der preußischen Provinz Sachsen angegliedert, das alte Amt Elbingerode dem Kreis Wernigerode im Regierungsbezirk Magdeburg (ebenfalls Provinz Sachsen).

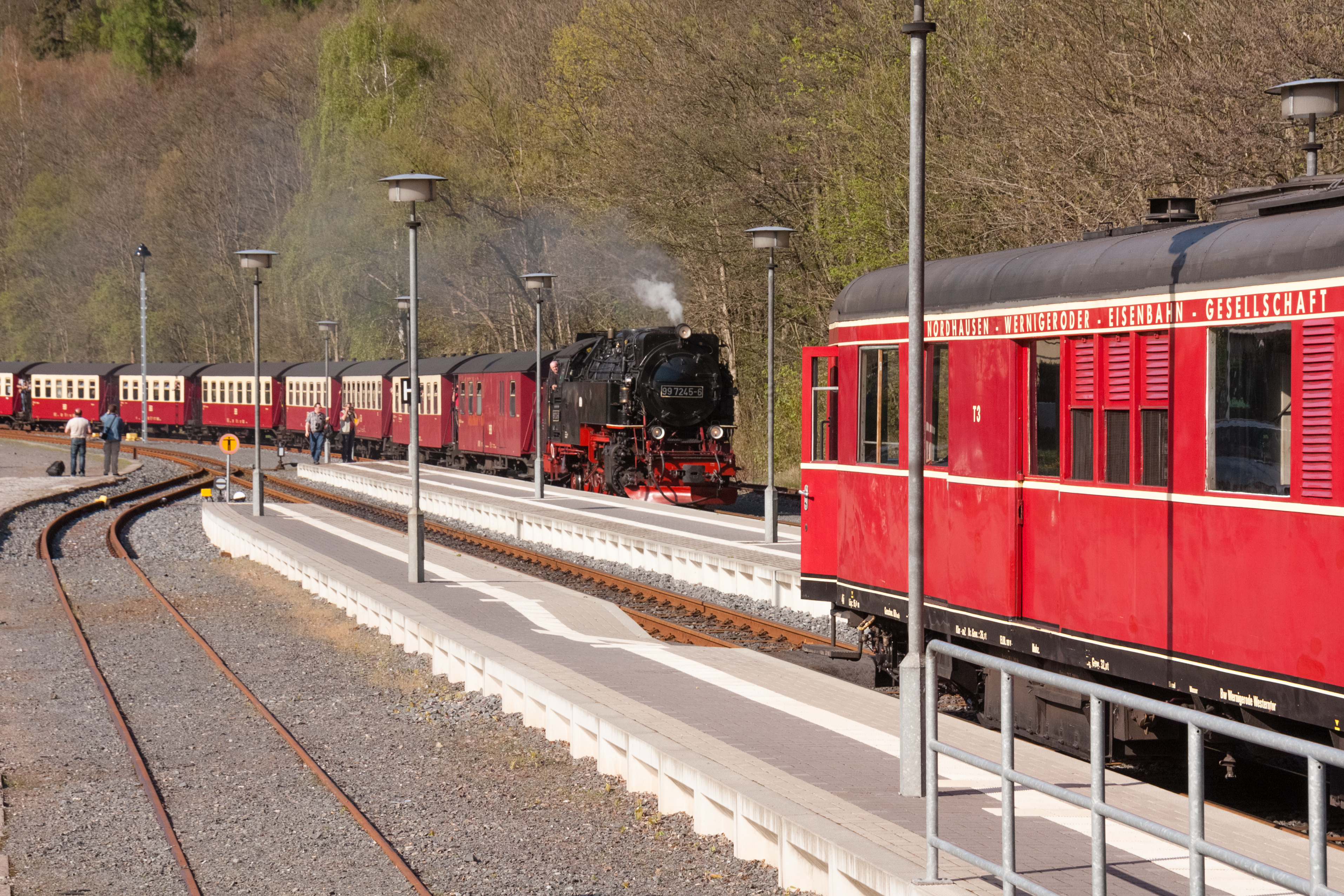
Harzquerbahn in Ilfeld

Nachdem die Harzquerbahn im Jahre 1898 Ilfeld erreicht hatte, setzte langsam der Fremdenverkehr ein. Zwischen 1866 und 1932 war Ilfeld der Hauptort des preußischen Kreises Ilfeld.
In der Zeit des Nationalsozialismus diente die Klosterschule als Nationalpolitische Erziehungsanstalt. Während des Zweiten Weltkrieges mussten 125 Kriegsgefangene aus der Sowjetunion sowie Frauen und Männer aus verschiedenen von Deutschland besetzten Ländern Zwangsarbeit leisten: im Stiftsgut, in der Forstverwaltung, in der Südharzer Fassfabrik, in der Bahnmeisterei I, in der Papierfabrik Otto Günther, im Junkers-Nordwerk und in der Klosterschule. Noch im Januar 1945 wurde von Häftlingen ein KZ-Außenlager Ilfeld des Konzentrationslagers Mittelbau-Dora errichtet mit 260 Häftlingen. Auch im Steinbruch Franz Krieger mussten Häftlinge unter unmenschlichen Bedingungen arbeiten. Im April 1945 wurde das Lager geräumt, und die Häftlinge wurden von SS-Angehörigen unter Verübung von Massakern auf Todesmärsche zu Fuß und Räumungstransporte per Bahn getrieben. Die meisten Überlebenden dieser Räumung wurden in Gardelegen beim Massaker in der Isenschnibber Feldscheune am 13. April 1945 ermordet.
Die noch zum Kriegsende schwer zerstörte Kreisstadt Nordhausen evakuierte zahlreiche ausgebombte Einwohner in die Umlandgemeinden. Auch das Nordhäuser Krankenhaus wurde verlagert, es fand in Ilfeld eine zeitweilige Aufnahme. Ein Jahr später wurde das ehemalige Klosterdorf Wiegersdorf eingemeindet.
Während der DDR-Zeit wurde Ilfeld zum Fremdenverkehrsort des FDGB ausgebaut. Jährlich besuchten über 10.000 Gäste den Ort und waren in Betriebsheimen und Ferienlagern untergebracht. Die waldreiche Umgebung wurde für Kurbetrieb genutzt, dazu entstand in der Ortslage ein Kurpark.
Der Zusammenschluss von Ilfeld mit Niedersachswerfen zu einer Landgemeinde mit dem Namen Harztor wurde am 16. Dezember 2011 vom Thüringer Landtag zum 1. Januar 2012 beschlossen.

## Kultur und Sehenswürdigkeiten

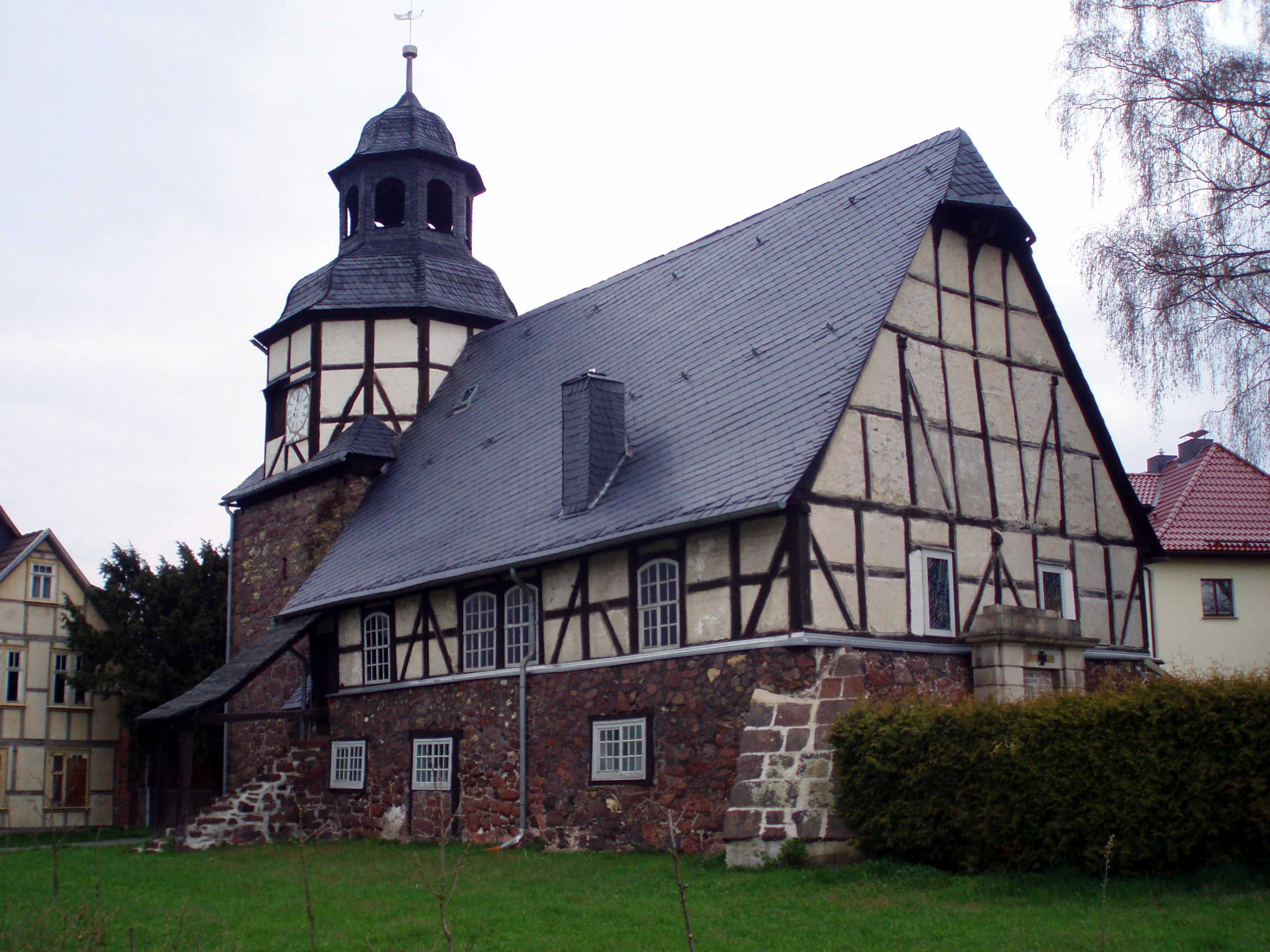
Wehrkirche in Wiegersdorf

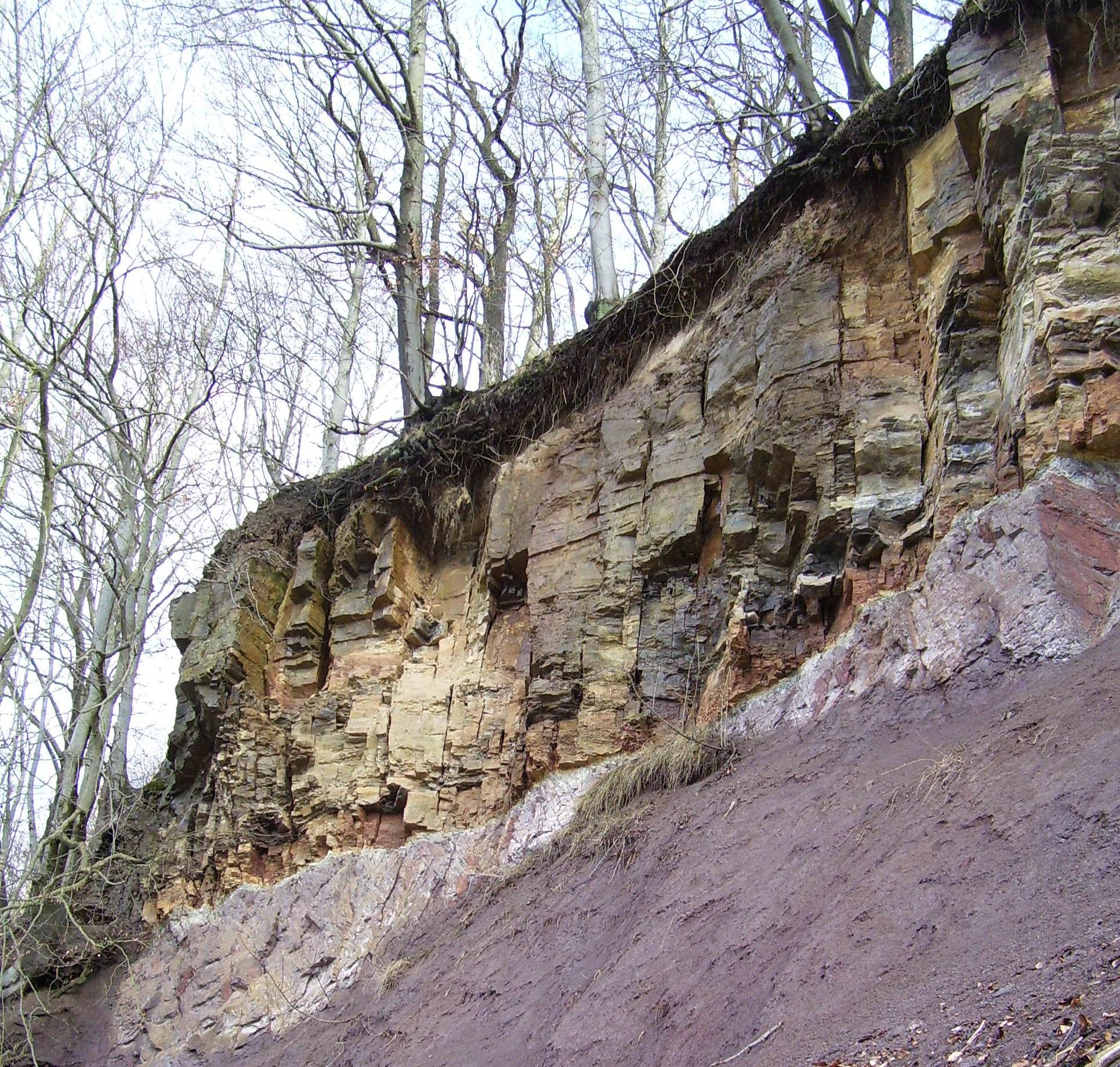
Die „Lange Wand“ bei Ilfeld

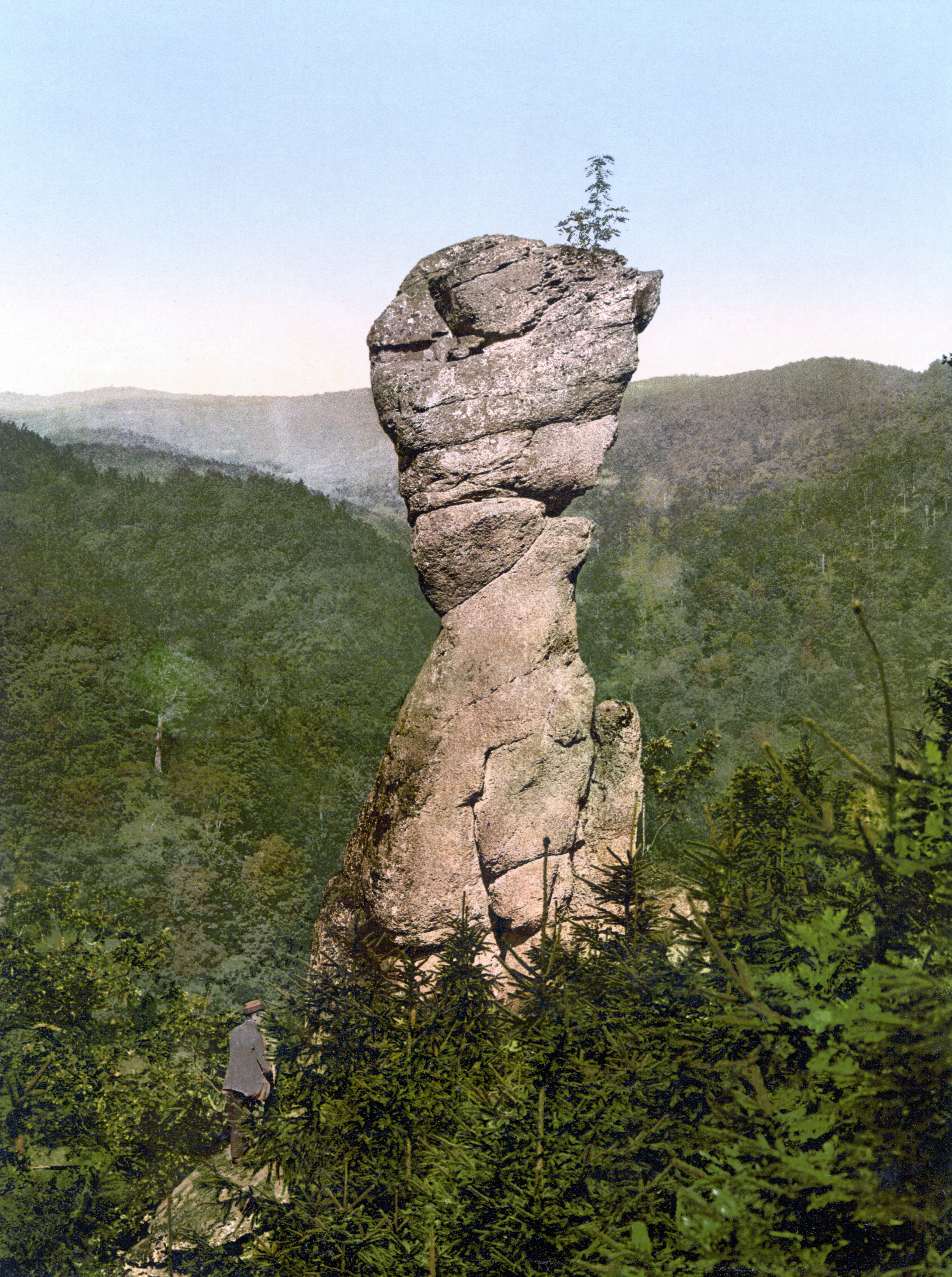
Gänseschnabel (Porphyrfels), um 1900

### Gedenkstätten
- Eine Stele im Kurpark und eine weitere im Ort Netzkater hinter dem Abzweig B4/B81 erinnern seit 1984 an die Opfer eines Todesmarsches von Häftlingen des KZ Mittelbau-Dora, die im Frühjahr 1945 durch den Ort getrieben wurden.
- Auf dem Alten Friedhof von Ilfeld findet sich die Grabstätte der im Ilfelder Tal am 13. April 1945 ums Leben gekommenen deutschen Soldaten

### Baudenkmäler
- Im 1712 erbauten alten Rathaus, Ilburgstraße 51, ist ein Heimatmuseum untergebracht.
- Die historische Ortslage umschließt den Burgberg mit den Ruinen der Ilburg.
- Die Kirche St. Georg-Marien ist ein protestantisches Gotteshaus.
- Im Stadtteil Wiegersdorf kann die ebenfalls protestantische Wehrkirche St. Jacobi besichtigt werden.
- In den Bauten des einstigen Klosters, später Klosterschule, befindet sich heute die Neanderklinik Harzwald GmbH
- Der 1894 in Stahlgittertechnik errichtete Aussichtsturm auf dem 600 Meter hohen Poppenberg („Kleiner Eiffelturm“, höchstgelegenes Wahrzeichen der Stadt) wurde nach dem Zweiten Weltkrieg restauriert und ermöglicht einen weiten Blick über das Landschaftsschutzgebiet Südharz.

### Naturdenkmäler
Die Lange Wand liegt am südlichen Ortseingang am Steilufer der Bere. Der auf einer Informationstafel erläuterte geologische Aufschluss veranschaulicht die Entstehungsgeschichte des Harzes und des Harzvorlandes.
Das ehemalige Kupferbergwerk ist fast noch in ursprünglichem Zustand. Dieses Bergwerk und der Rabensteiner Stollen in Ilfeld, Netzkater 8, ein 300 Jahre alter Steinkohle-Abbaustollen, können im Rahmen von Führungen besichtigt werden. Bekannte Naturdenkmale und Wanderziele in der unmittelbaren Umgebung von Ilfeld sind der Gänseschnabel, das Nadelöhr und der Mönch.

### Freizeiteinrichtungen
Das Waldbad Ilfeld befindet sich etwa 20 Gehminuten vom Ort entfernt im Ilfelder Tal.
Als Sportstätten wurden schon in der DDR-Zeit die Südharz-Sportstätte und der Sportplatz Weidentalswiese gebaut.

### Einwohnerentwicklung
Entwicklung der Einwohnerzahl:
| - 1994: 2955 - 1995: 2991 - 1996: 3082 - 1997: 3091 - 1998: 3105 - 1999: 3118 | - 2000: 3144 - 2001: 3146 - 2002: 3147 - 2003: 3141 - 2004: 3131 - 2005: 3140 | - 2006: 3130 - 2007: 3113 - 2008: 3053 - 2009: 3000 - 2010: 2954 - 2020: 2943 |

 Datenquelle: ab 1994 Thüringer Landesamt für Statistik – Werte vom 31. Dezember, 2020 Gemeinde Harztor

## Politik

### Gemeinderat
Seit der Kommunalwahl vom 7. Juni 2009 setzte sich der letzte Gemeinderat wie folgt zusammen:
- CDU: 9 Sitze (53,9 %)
- Die Linke: 4 Sitze (28,1 %)
- SPD: 3 Sitze (17,9 %)

### Bürgermeister
Bei der letzten Bürgermeisterwahl 2004 erhielt Rene Schröter-Appenrodt von der CDU 64,0 % der Stimmen, seine Gegenkandidatin Gisela Gärtner von der SPD 36,0 %. Seit dem 1. Juni 2019 ist Petra Gerlach die Ortschaftsbürgermeisterin.

### Wappen
Der König von Preußen erteilte im Jahre 1905 der Gemeinde Ilfeld das Recht, das nachstehend beschriebene Wappen zu führen.
Wappenbeschreibung
„Gespalten und halb geteilt; vorn in Gold ein grüner bewurzelter Baum, belegt mit einem roten ‚O‘, hinten oben in Rot auf grünem Boden ein silbernes Kloster, hinten unten silbern-rot geschacht.“

## Wirtschaft und Infrastruktur

### Tourismus
Ilfeld trägt den Titel staatlich anerkannter Erholungsort. Es gibt im Ort mehrere Hotels, Pensionen und Ferienhäuser. Jährlich wird Ilfeld von etwa 10.000 Urlaubern mit etwa 30.000 Übernachtungen besucht.

### Verkehr
Direkt durch Ilfeld führen die Bundesstraße 4 und die Harzquerbahn. Letztere gehört zum Netz der Harzer Schmalspurbahnen (HSB), wobei seit 2004 bis Ilfeld die Straßenbahnlinie 10 verkehrt. Mit dieser besteht werktags jede Stunde eine direkte Verbindung in die Nordhäuser Innenstadt, ermöglicht durch den Einsatz von Hybrid-Fahrzeugen. Ein täglicher Dampfzug verkehrt durchgehend bis auf den Brocken.

### Öffentliche Einrichtungen
- In Ilfeld befand sich von 1990 bis 1992 die Abteilung Bergsicherung Ilfeld des Thüringer Ministeriums für Umwelt und Geologie. Die seit Januar 2001 selbständige Gesellschaft ging aus einem bereits 1974 gegründeten Spezialbetrieb zur Erkundung, Sicherung und Verwahrung von Altbergbau-Anlagen hervor.[15]
- Die aus Teilen des Nordhäuser Krankenhauses hervorgegangene Neander-Klinik ist ein Gesundheitszentrum zur Rehabilitation und Altenpflege.

### Schulen
Ilfeld besitzt eine Grundschule und ein Gymnasium, das den Schulteil Michael Neander des Nordhäuser Johann-Gottfried-Herder-Gymnasiums bildet.

## Persönlichkeiten

### Söhne und Töchter
- Erasmus Rothmaler der Ältere (1562–1611), lutherischer Geistlicher
- Just Christian Stuß (1725–1788), Altphilologe, Schriftsteller und Geistlicher
- Friedrich Meisner (1765–1825), Naturforscher und Hochschullehrer in Bern
- Wilhelm Meißner (1770–1842), Ingenieur, Hydrauliker und Autor
- Johann Christian Eberlein (1778–1814), Maler, Zeichner und Zeichenlehrer
- August Grotefend (1798–1836), Philologe
- Carl Capelle (1841–1912), Altphilologe
- Wilhelm Deppe (1843–1904), Landtagspräsident und Reichstagsabgeordneter
- Paul Abert (1879–1947), Theologe und Schriftsteller
- Willy Brandt (1885–1975), Philologe und Pädagoge
- Manfred Bornemann (1933–2012), Geologe und Sachbuchautor

### Mit Ilfeld verbundene Persönlichkeiten
- Barthold Nihus (1590–1657), katholischer Bischof, Abt des Klosters Ilfeld
- Heinrich Ludolf Ahrens (1809–1881), Lehrer an der Klosterschule
- Georg Basilius Brinkmann (1662–1735), Pastor in Ilfeld
- Johann Ludwig Meil (1729–1772), Lehrer an der Klosterschule
- Michael Neander (1525–1595), Lutheraner und bedeutender Rektor der Ilfelder Klosterschule
- Michael Richter (* 1952),  Zeithistoriker und Aphoristiker, besuchte hier die Schule
- Marcus Ites (1883–1962), Direktor an der Klosterschule
- Friedrich August Wolf (1759–1824), Lehrer an der Klosterschule
- August Ernst Zinserling, Lehrer an der Klosterschule